# Mark Blum
Pour les articles homonymes, voir Blum.
Mark Blum (14 mai 1950 - 25 mars 2020) est un acteur américain connu pour ses rôles au théâtre, au cinéma et la télévision. Il a rencontré le succès avec son rôle principal dans le film Recherche Susan désespérément sorti en 1985, suivi un an plus tard par un second rôle dans Crocodile Dundee.
Vers la fin de sa carrière, Blum a eu un rôle récurrent dans la série d'Amazon Prime Mozart dans la jungle, de 2014 à 2018. Il a également fait des apparitions dans plusieurs dizaines de spectacles tout au long de sa carrière.

## Jeunesse
Blum est né à Newark dans le New Jersey. Ses parents, Lorraine (née Fink) et Morton Blum, de confession juive, travaillaient dans le secteur de l'assurance. Il a grandi à Maplewood dans le New Jersey  et est sorti diplômé de la Columbia High School en 1968. Il a ensuite obtenu un diplôme de l'université de Pennsylvanie.

## Vie privée
Blum a été marié à l'actrice Janet Zarish, qui a joué à la télévision le rôle de Natalie Bannon dans As the World Turns et celui de Lee Halpern dans One Life to Live.
Le 25 mars 2020, Blum est décédé à 69 ans de complications associées au Covid-19 à l'hôpital presbytérien de New York.

## Filmographie

### Télévision
- 2003 : New York, section criminelle : Dr Philip Olivier (saison 2, épisode 10)
- 2006 : New York, section criminelle : Professeur Larry Lewis (saison 5, épisode 13)
- 2011 : New York, unité spéciale : David Arnoff (saison 13, épisode 2)
- 2018 : You : M. Mooney (saison 1, 4 épisodes)